# Krasnopol (gmina)
Krasnopol – gmina wiejska w województwie podlaskim, w powiecie sejneńskim. W latach 1975–1998 gmina położona była w województwie suwalskim.
Siedzibą gminy jest Krasnopol.
30 czerwca 2008 gminę zamieszkiwały 3854 osoby. Natomiast według danych z 31 grudnia 2017 roku gminę zamieszkiwało 3841 osób.

## Struktura powierzchni
Według danych z roku 2005 gmina Krasnopol ma obszar 171,63 km², w tym:
- użytki rolne: 65%
- użytki leśne: 21%

Gmina stanowi 20,05% powierzchni powiatu.

## Demografia

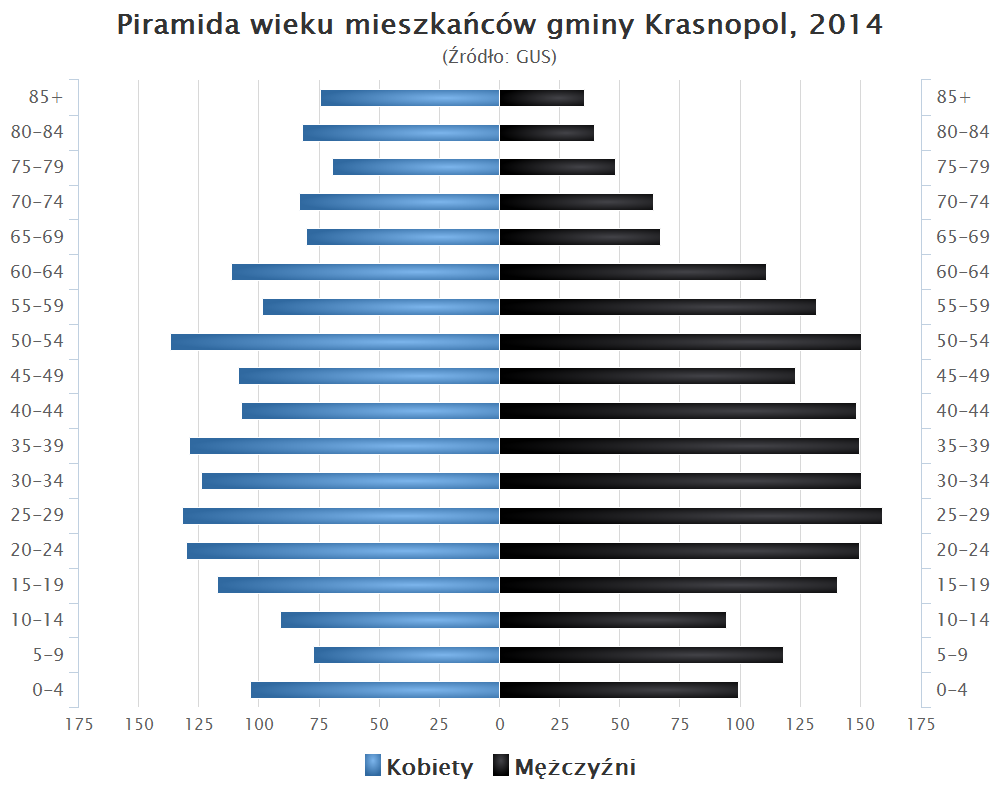
Piramida wieku mieszkańców gminy Krasnopol w 2014 roku

Dane z 31 grudnia 2017 roku.
| Opis                              | Ogółem | Ogółem | Kobiety | Kobiety | Mężczyźni | Mężczyźni |
| --------------------------------- | ------ | ------ | ------- | ------- | --------- | --------- |
| jednostka                         | osób   | %      | osób    | %       | osób      | %         |
| populacja                         | 3 841  | 100    | 1 865   | 48,6    | 1 976     | 51,4      |
| gęstość zaludnienia (mieszk./km²) | 22     | 22     | 10      | 10      | 12        | 12        |

## Miejscowości
Zgodnie z wykazem TERYT w gminie znajdują się miejscowości:
Aleksandrowo, Boksze Nowe, Buda Ruska, Budzisko, Czarna Buchta, Czerwony Krzyż, Głuszyn, Gremzdel, Gremzdy Polskie, Jegliniec, Jeglówek, Jeziorki, Krasne, Krasnopol, Królówek, Krucieniszki, Linówek, Łopuchowo, Maćkowa Ruda, Maćkowa Ruda (osada leśna), Michnowce, Mikołajewo, Murowany Most, Orlinek, Pawłówka, Piotrowa Dąbrowa, Remieńkiń, Romanowce, Rosochaty Róg, Rudawka, Rutka Pachuckich, Ryżówka, Skustele, Smolany Dąb, Stabieńszczyzna, Teklinowo, Wysoka Góra, Żłobin, Żubronajcie, Żubrówka Nowa, Żubrówka Stara.

## Sąsiednie gminy
Giby, Nowinka, Puńsk, Sejny, Suwałki, Szypliszki